# كينبيرا

كينبيرا (باللغة اليابانية 金平 きんぴら Kinpira) هو اسم أحد أنواع الوجبات في المطبخ الياباني. تتكون الوجبة عن طريق تقليب الخضار المقطعة مع صلصة الصويا والسكر وقليها. عادة، ما يتم استخدام الخضروات الجذرية مثل الجزر، القرطب الاكبر ورينكون في هذا الطبق. يُمكن تقطيع قشور الفجل الابيض بشكل كثيف، يمكن استخدامه أيضًا ويكون طعمه مُناسب. يتم استخدام الساكي والسكر وصلصة الصويا، وهي نكهة رئيسية للتوابل ويمكن أيضًا إضافة الفلفل الأحمر والسمسم. اسم هذا الطبق مقتبس من اسم كينتارو.